# 菱北電子
菱北電子株式会社（りょうほくでんし、英称:RYOHOKU ELECTRONICS CORPORATION）は、かつて富山県富山市に本社を置いた電気機器メーカーである。三菱電機と北陸電気工業が共同で出資していた。
ボタン型電池に使われている電極端子や、電子銃、フィルター、バックライト用部品の製造を主な事業としている。かつては、カソードの製造も行っていた。

## 沿革
- 1968年（昭和43年）12月 ‐ 会社設立。
- 1969年（昭和44年）7月 ‐ カラー電子銃の生産を開始。
- 1998年（平成10年）8月 ‐ 電磁波ノイズ防止フィルターの生産を開始。
- 1999年（平成11年）6月 ‐ ボタン電池端子の生産を開始。
- 2005年（平成17年）6月 ‐ 液晶用バックライト部品の生産を開始。
- 2006年（平成18年）12月 ‐ ブラウン管用カソードの生産を終了。
- 2013年（平成25年）3月 - 解散[1]

## 主な取引先
- 三菱電機株式会社
- パナソニック株式会社
- 昭栄エレクトロニクス株式会社
- 株式会社コトヴェール